# Outra vez
Outra vez (in portoghese: Di nuovo) è una canzone composta nel 1958 da Antônio Carlos Jobim. Apparve la prima volta nell'LP Canção do amor demais, che è generalmente considerato il disco che segnò l'inizio della bossa nova. In particolare in questo brano e in Chega de saudade è ascoltabile per la prima volta la famosa batida di João Gilberto, cioè il suo modo rivoluzionario di suonare la chitarra che influenzò in modo determinante la musica brasiliana negli anni successivi.

## Discogaphy
- João Gilberto - O amor, o sorriso e a flor (LP Odeon, 1960)